# Leven en laten leven
Leven en laten leven är Cornelis Vreeswijks andra nederländska LP. Utgiven av Philips 1973. Medverkande musiker: Cornelis Vreeswijk: Sång; Peter Nieuwrf: Gitarr; Wim de Vries: Bas; Jorge Souto: Slagverk. Producent: Gerrit den Braber. LP:n bygger delvis på Cornelis Vreeswijks svenska LP "Visor Svarta och Röda / Cornelis sjunger Lars Forssell" från 1972.

## Låtlista
Sid A
1. "Leven en laten leven"
2. "Het laatste sprookje"
3. "Domela Blues"
4. "Op admiraal De Ruyter"
5. "Ophelia (Vrij naar Shakespeare)"
6. "Morgenpsalm (Voor Ramses Shaffy)"
7. "13-9-73: Liedje voor Linnéa"

Sid B
1. "De bekommerde socialist"
2. "Ik betover je"
3. "Helena"
4. "Uylenspieghels avondlied"
5. "Incest"
6. "Damrak Blues"
7. "Het mannetje in mijn gitaar"